# 100 всадников
«100 всадников» (итал. I cento cavalieri, исп. Los cien caballeros, нем. Die hundert Ritter, также известный как «Сын Эль Сида») — историко-приключенческий художественный фильм, снятый режиссером Витторио Коттафави в 1964 году.
В 2004 году фильм был отреставрирован и показан в рамках ретроспективы «Storia Segreta del Cinema Italiano: Italian Kings of the Bs» на 61-м Венецианском международном кинофестивале.

## Сюжет
В Средние века Испания была захвачена маврами, завоевавшими Северную Африку.

Мирная жизнь в христианской деревне была нарушена прибытием мавританского военного подразделения во главе шейхом Абенгалбоном и его сыном Халафом.

Шейх отправляет небольшие группы солдат для сбора налогов, зерна и прочей дани с завоеванных населенных пунктов. Несмотря на раболепствование, проявленное алькальдом (главой) деревни, местные жители и крестьяне не рады непрошенным "гостям". Тем не менее маврам удается собрать зерно в нескольких деревнях.

Собрав дань, мавры едут в соседнюю крепость. Но по пути отряд мавров попадает в засаду местных разбойников и, погибает. Разбойники разживаются трофеями.

Возмущенные нападением, шейх Абенгалбон и его сын Халаф возглавляют карательную экспедицию. Они берут местных жителей в качестве заложников, а затем казнят их на арабский манер, используя в пытках колодцы с водой.

Местные жители реагируют тем, что начинают тайно организовывать повстанческую испанскую армию, чтобы изгнать мавров из Испании. Ополчения состоят из местных крестьян, ремесленников, торговцев, некоторых дворян и даже женщин и детей. Дети вносят свой вклад, похищая оружие из мавританской крепости и переправляя предметы первой необходимости в секретный лагерь. Священники благословляют ополченцев и обучают их военной стратегии по старым книгам Юлия Цезаря. Повстанцев возглавляет испанский дворянин дон Гонсало Эррера-и-Менендес и его сын Фернандо. Также повстанцам помогает красавица Санча Ордонес, чей отец — глава деревни, был казнен мстительными маврами.

Однако у мавров есть немало шпионов среди местных жителей, предлагающие маврам свои услуги за деньги. Зная о существовании повстанческой испанской армии, формируемой и обучаемой в секретном лагере, мавританский командир решает собрать свои войска и атаковать первым.

## В ролях
- Марк Деймон — дон Фернандо Эррера-и-Менендес
- Антонелла Луальди — Санча Ордоньес
- Рафаэль Алонсо — дон Хайме Бадалоса
- Мануэль Гальярдо — Халаф
- Вольфганг Прайс — шейх Абенгалбон
- Ханс Нильсен — алькальд Альфонсо Ордоньес
- Барбара Фрай — Лауренсия
- Гастоне Москин — брат Кармело
- Энрико Рибульси — граф Кастильский
- Арнольдо Фоа — дон Гонсало Эррера-и-Менендес
- Альдо Самбрель — Альфака
- Марио Феличани — посол мавров

В эпизодах
Джорджо Убальди, Сальваторе Фурнари, Рафаэль Альбайсин, Мануэль Арбо, Оман-де-Бенгала, Фернандо Бильбао, Франсиско Камойрас, Хосе Каналехас, Хуан Касалилья, Ханс Кларин, Альфонсо де ла Вега, Мирко Эллис, Орландо Галас, Анхель Тер, Марсело Гонсалес, Рафаэль Эрнандес, Хосе Луис Лух, Венансио Муро, Хуан Олагивель, Антонио Оренго, Анхель Ортис, Антонио Падилья, Антонио Переа, Эктор Кирога, Мариано Рабаналь, Рикардо Рубинштейн, Питер Солис, Тернгель Тер, Чаро Тихеро Пернана, Рафаэль Вакеро, Альфонсо Веди, Мария Вико, Мариано Видаль Молина, Хосе Вильисанте.

## Съемочная группа
- режиссёр: Витторио Коттафави.
- сценаристы: Витторио Коттафави, Джорджо Проспери[англ.], Хосе Мария Отеро, Энрико Рибульси, Антонио Эсейса (в титрах не указан), Хосе Луис Гарнер (в титрах не указан).
- продюсер: Фернандо Ласаро (в титрах не указан).
- композитор: Антонио Перес Олеа.
- оператор: Франсиско Марин.
- монтажёр: Маурицио Лучиди.
- художественный оформитель: Рамиро Гомес.
- дизайнер по костюмам: Витторио Росси.
- мастер по изготовлению холодного оружия: Джорджо Убальди.
- гримеры: Мария Луиса дель Кампо (в титрах не указана), Долорес дель Пино  (в титрах не указана), Хосе Луис Перес (в титрах не указан), Хосе Антонио Санчес (в титрах не указан), Мария Луиса де ла Торре (в титрах не указана).
- менеджер производства: Эдуард де ла Фуэнте, Габриеле Сильвестри.
- ассистенты режиссера: Эдоардо Фиори, Антонио Хименес Рико  (в титрах не указан), Хосе Мария Гутьеррес Сантос (в титрах не указан).
- художники: Вольфганг Бурман (в титрах не указан), Хосе Луис Гарнер (в титрах не указан), Луис Окана (в титрах не указан), Франсиска Родригес Асенсио (в титрах не указана).
- звукооператоры: Доменико Куриа, Леон Лукас де ла Пенья (в титрах не указан).
- специалист по спецэффектам: Мануэль Бакеро (в титрах не указан).
- ассистенты оператора: Антонио Ортас (в титрах не указан), Рикардо Поблете (в титрах не указан).
- редактор: Анна Амедей.
- прочие специалисты:  Арриго Эквани, Умберто Корнехо (в титрах не указан), Мартин Диас (в титрах не указан), Марио Берриатуа (в титрах не указан), Ноэми Гифуни (в титрах не указан), Ренато Иццо (в титрах не указан), Пабло Мартинес (в титрах не указан), Пилар  Мартинес (в титрах не указана).

## Организации, участвовавшие в съемках фильма
- Domiziana Internazionale Cinematografica
- International Germania Film[нем.]
- Procusa

Другие компании:
- C.A.M (музыкальное издание)
- Чинечитта (студия)
- Estudios CEA  C.Lineal (студия)
- Iberson (озвучивание в испанской версии)
- Nevada  (озвучивание в итальянской версии)
- Luna (фурнитура и декорация)
- Mateos (фурнитура и декорация)
- Mengibar  (фурнитура и декорация)

## Распространение
Официальные дистрибьютеры по прокату фильма:
- Interfilm (1964) (Италия)
- Embassy Pictures[англ.] (1965) (США)
- Filmayer (Испания)
- MovieTime (1964)